# Булаг
Була́г (бур. Булаг — «родник, ключ») — улус в Курумканском районе Бурятии. Входит в сельское поселение «Аргада».

## География
Расположен на левобережье Баргузина, в 11 км к западу от центра сельского поселения, улуса Аргада, по восточной стороне автодороги местного значения Усть-Баргузин — Уро — Майский.

## Население
| 2002 | 2010 |
| ---- | ---- |
| 164  | ↘118 |